# Pseudothemis zonata
Pseudothemis zonata là loài chuồn chuồn trong họ Libellulidae. Loài này được Burmeister mô tả khoa học đầu tiên năm 1839.

## Hình ảnh

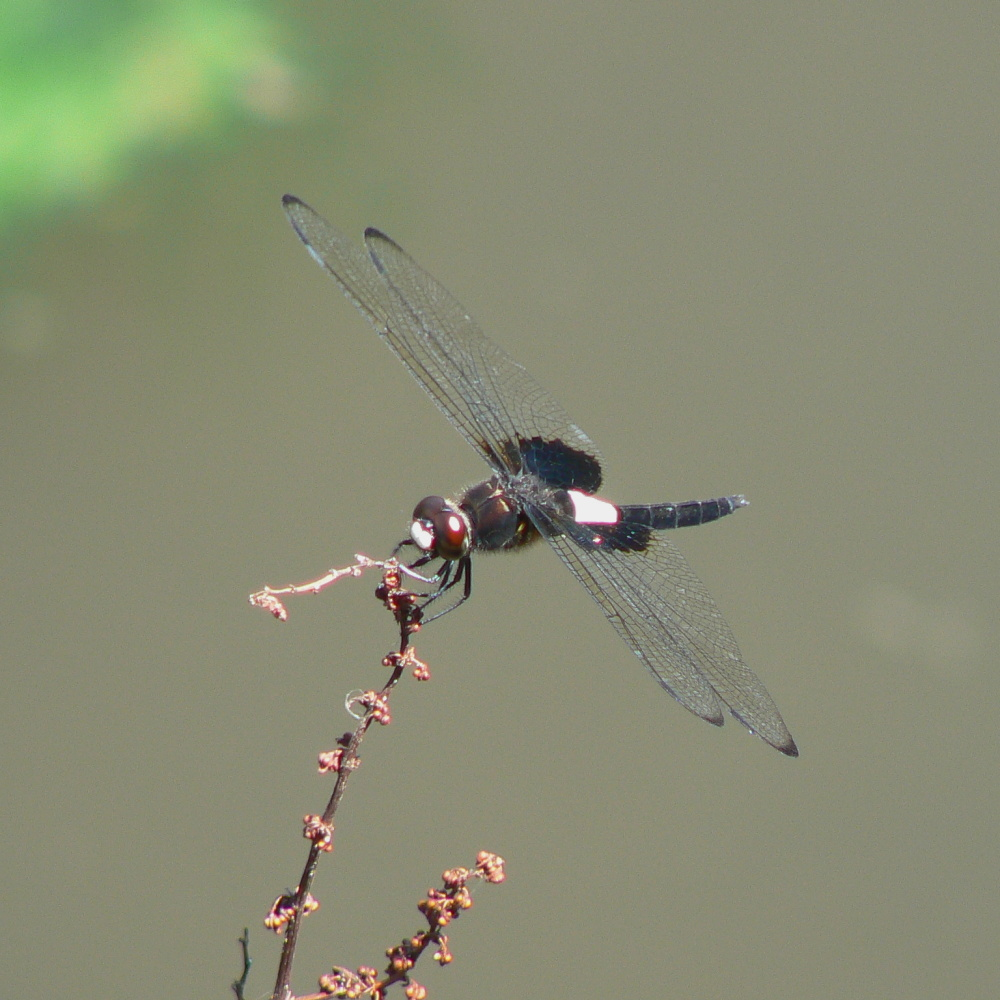
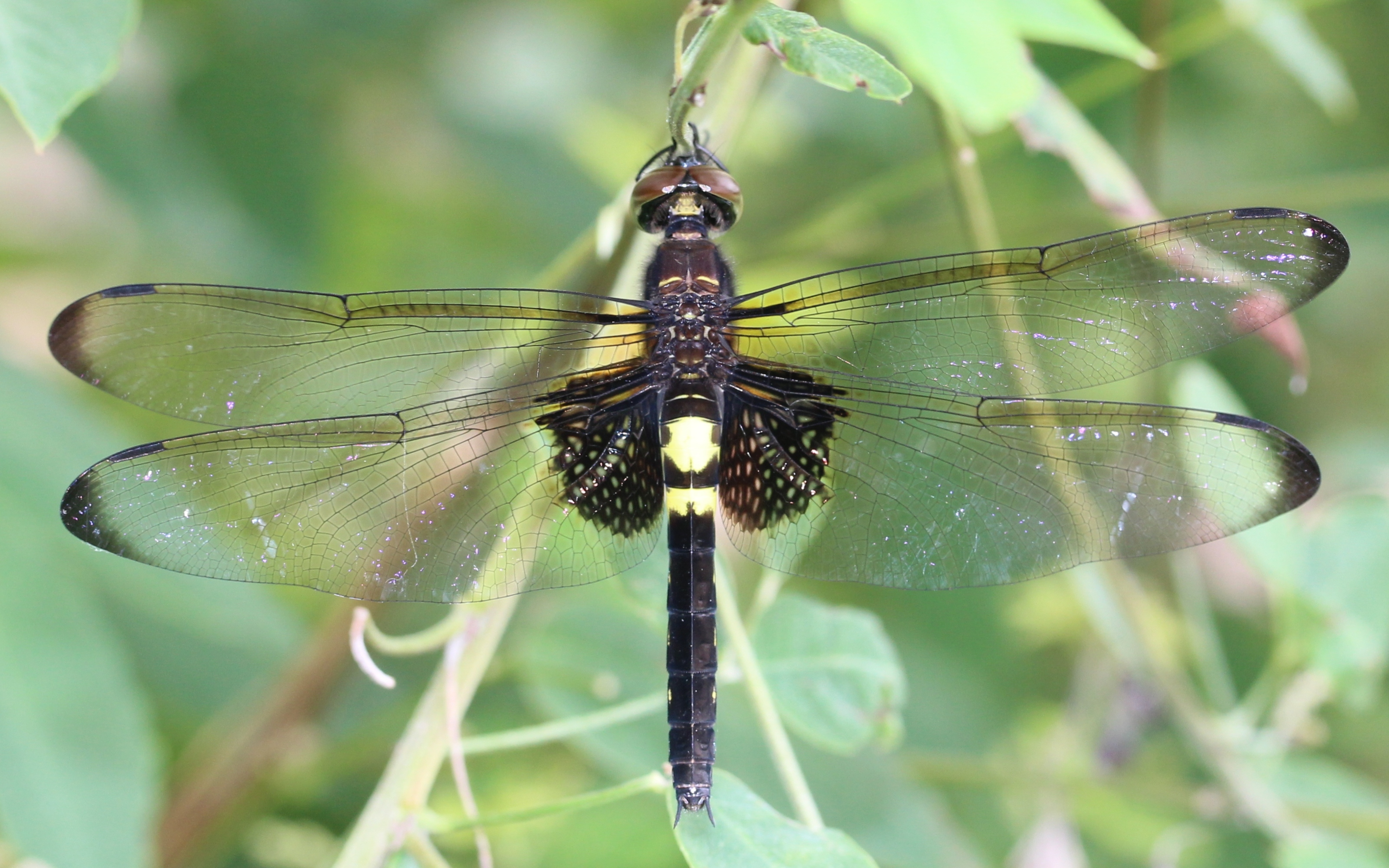
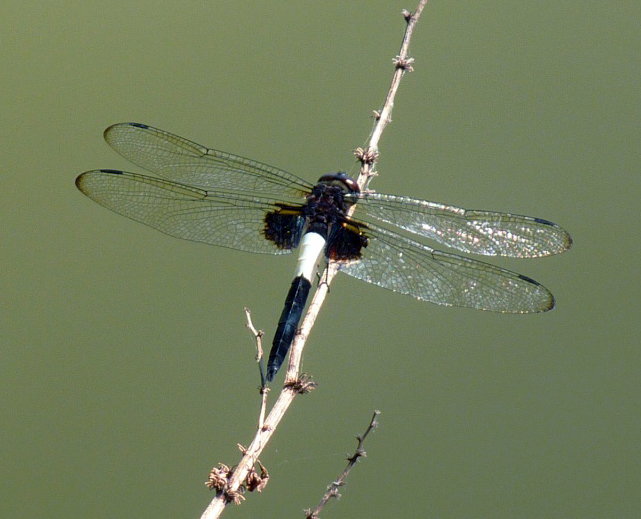
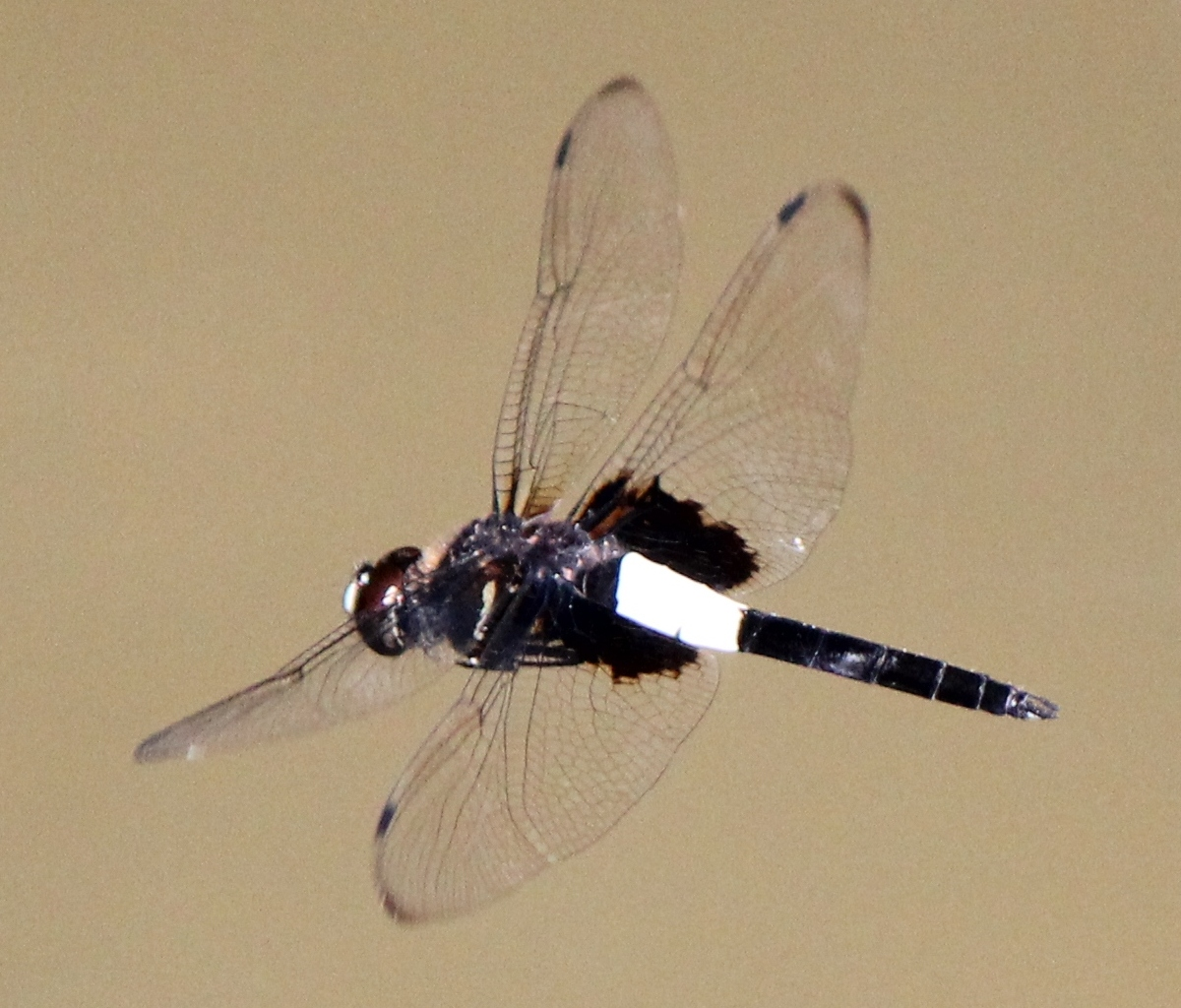